# Boeing 747 Large Cargo Freighter
El Boeing 747 Large Cargo Freighter (LCF), también conocido como Dreamlifter, es un avión de transporte de cargas voluminosas construido por la compañía estadounidense Boeing a partir de modificaciones del Boeing 747-400. Inicialmente fabricado para el transporte de partes del Boeing 787 Dreamliner, en la actualidad se emplea también para el transporte de partes de aviones Boeing a lo largo del mundo. Es la competencia directa del europeo Airbus Beluga y de los ucranianos  Antónov An-225 (destruido), y Antónov An-124. 

## Desarrollo

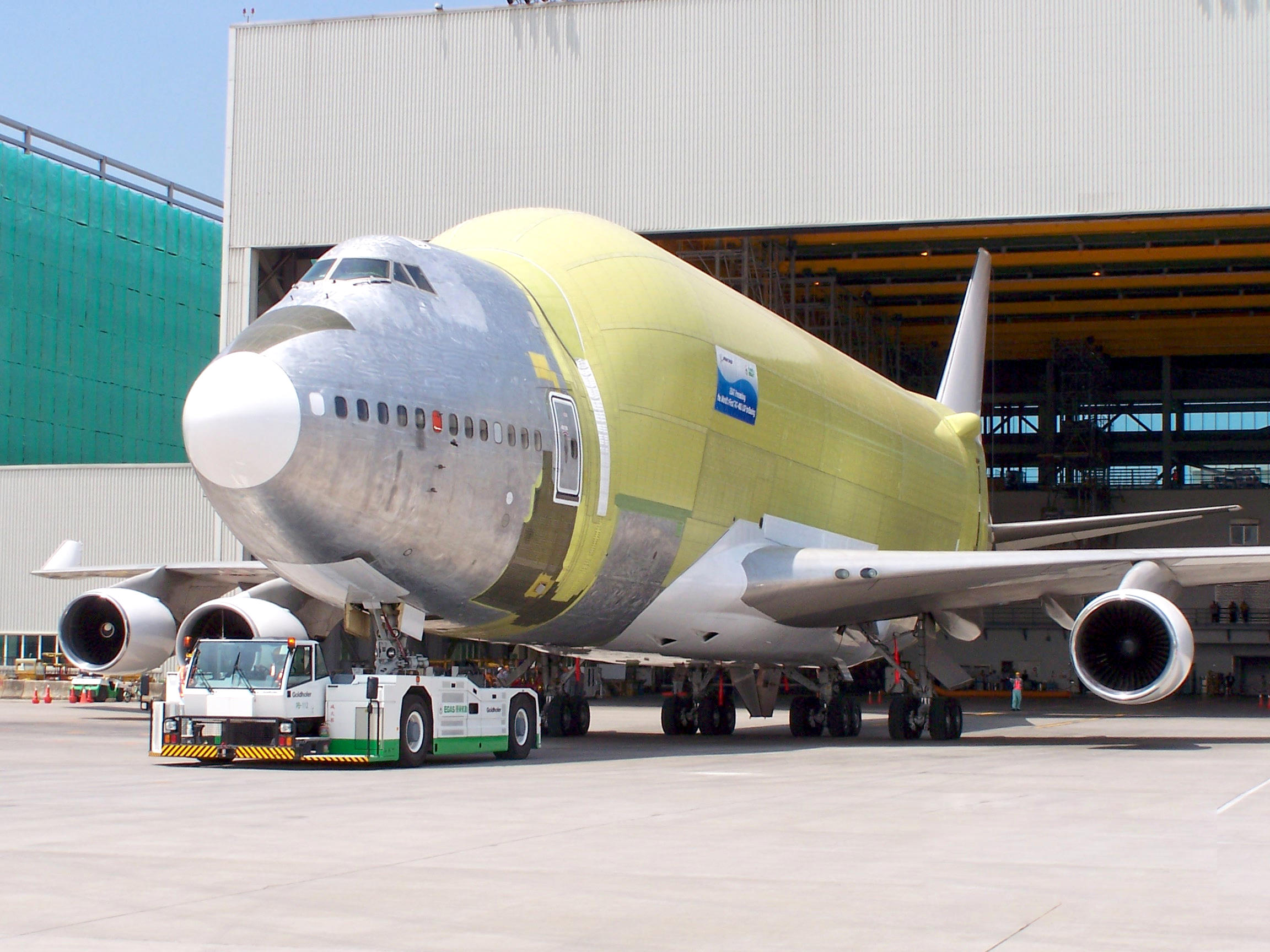
La primera conversión se mantuvo sin pintar durante un tiempo.

La modificación del Dreamlifter fue parcialmente realizada por la delegación de Boeing en Moscú (Rusia), y por la empresa Boeing Rocketdyne, en colaboración con la empresa española Gamesa Aeronáutica (actualmente Aernnova Aerospace), que se encargó de diseñar el sistema de apertura de la cola del avión. Todas las modificaciones se realizaron en Taiwán por la compañía Evergreen Aviation Technologies Corporation, que es una empresa conjunta (Joint venture) formada por el Grupo Evergreen, EVA Air y General Electric. Boeing adquirió los cuatro 747-400 de segunda mano; uno de Air China, dos de China Airlines, y uno de Malaysia Airlines.
El primer Dreamlifter realizó su primer vuelo de pruebas el 9 de septiembre de 2006 en el Aeropuerto Internacional de Taiwán Taoyuan, llegando el 16 de septiembre del mismo año a las instalaciones de la compañía Boeing en Seattle (Estados Unidos), para terminar allí el programa de pruebas.

## Especificaciones

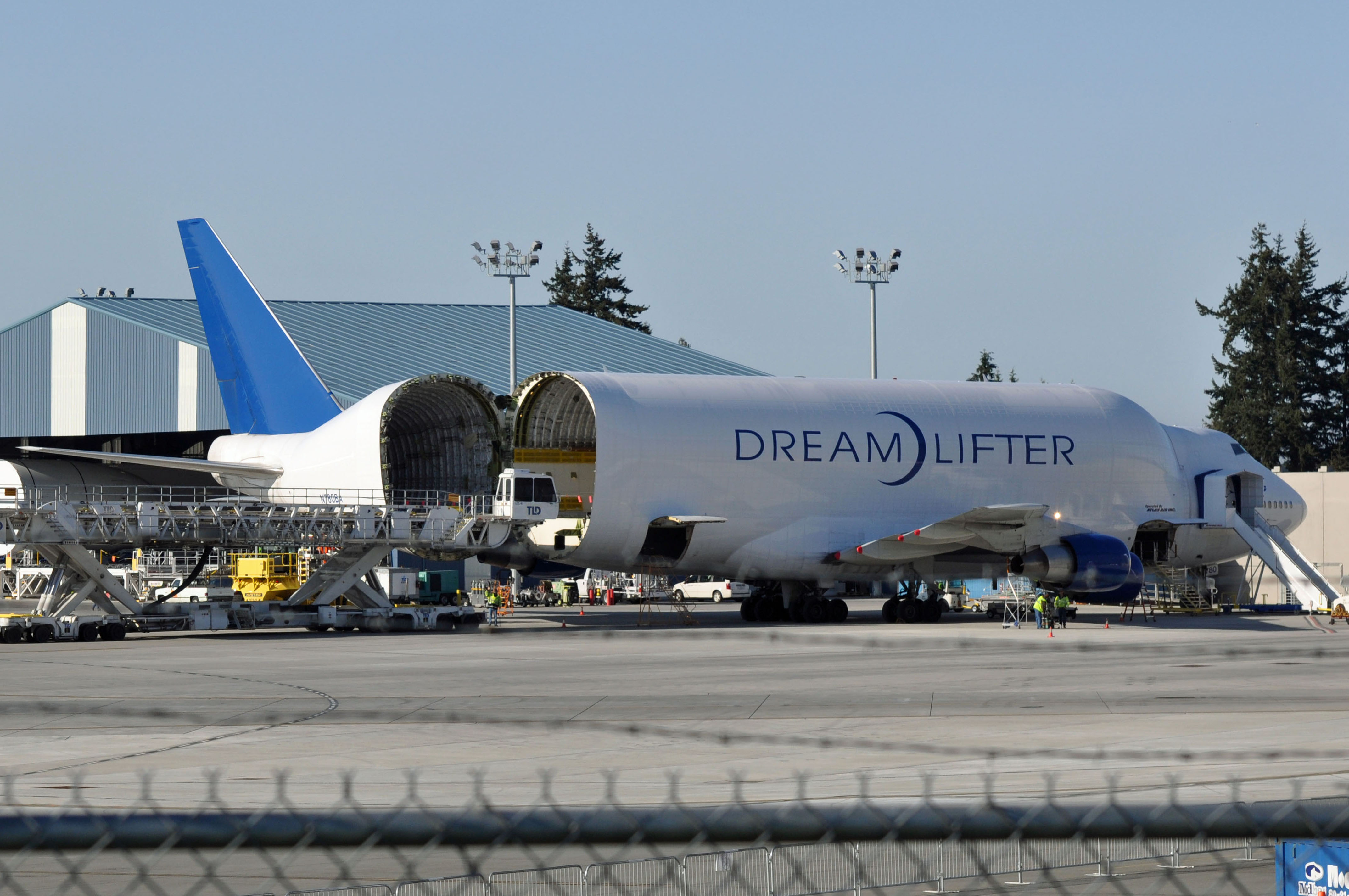
Boeing 747 LCF N780BA con la compuerta trasera abierta en Paine Field (2015).

Referencia datos: Boeing.com

### Características generales
- Tripulación: 2
- Carga: 1840,59 m³ (65.000 pies³)
- Longitud: 71,68 m
- Diámetro rotor principal: 8,38 m
- Envergadura: 64,44 m
- Altura: 21,54 m
- Peso vacío: 180.530 kg
- Peso máximo al despegue: 364.235 kg
- Planta motriz: 4×  Pratt & Whitney PW4000.
  - Empuje normal: 282 kN 63.300 lbf de empuje cada uno.

### Rendimiento
- Velocidad máxima operativa (Vno): 878 km/h mach 0,82
- Alcance: 7.800 km

## Galería

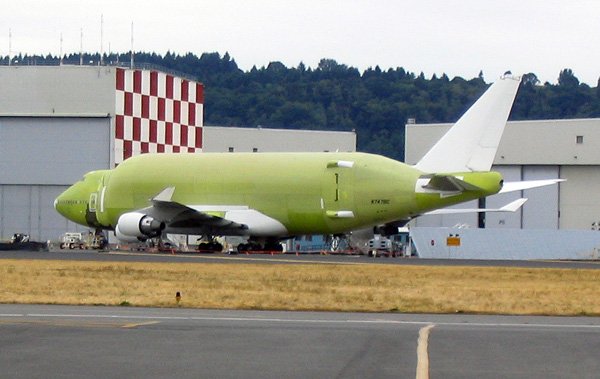
Vista lateral sin pintar.
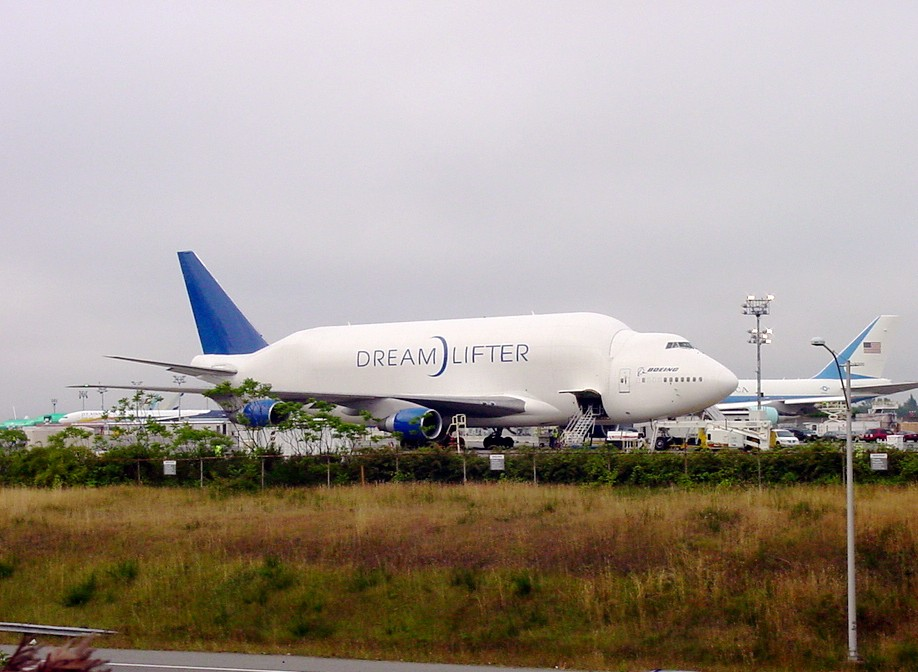
Vista lateral.
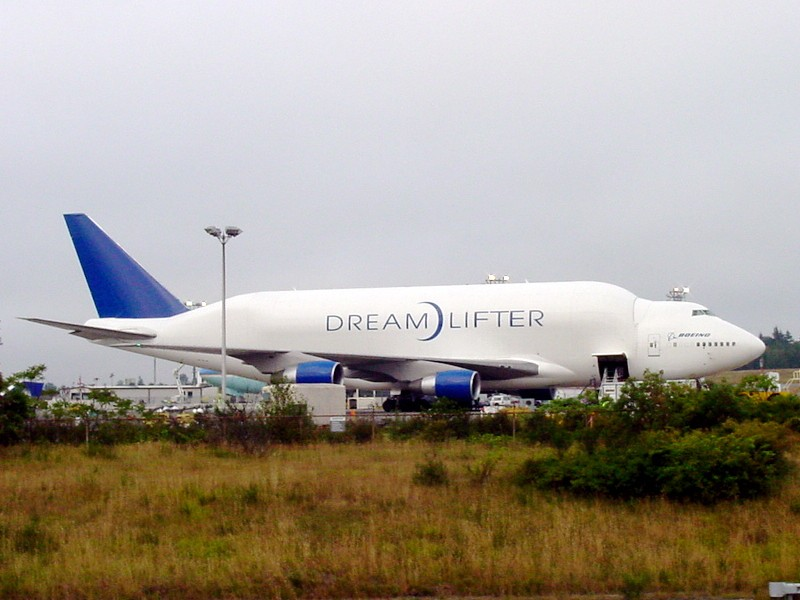
Vista lateral.
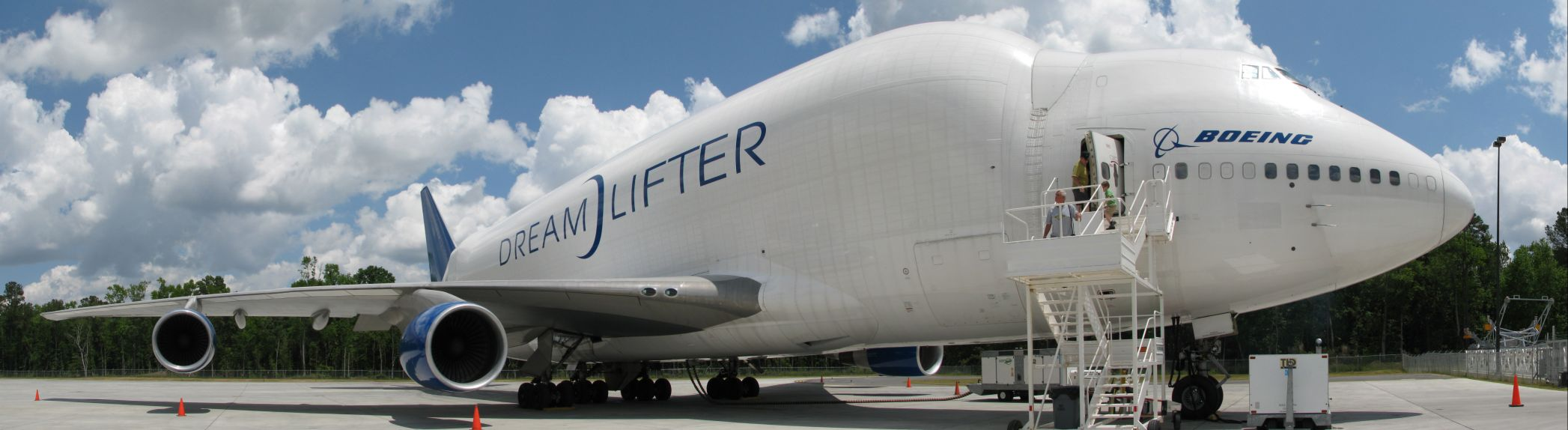
Vista panorámica

### Desarrollos relacionados
- Boeing 747
- Boeing 747-400
- Boeing VC-25 (más conocido por Air Force One)

### Aeronaves similares
- Airbus Beluga
- Antonov An-225